# Uranmononitrid
Uranmononitrid (UN) är en nitrid av uran. Den är radioaktiv, har hög densitet (14.3 g/cm³) och har överlag metalliska egenskaper som metallglans, hög värmeledningsförmåga och hög elektrisk ledningsförmåga. Uranmononitrid är ett möjligt framtida kärnbränsle, i synnerhet i metallkylda snabba reaktorer.

## Framställning
Uranmononitrid framställs huvudsakligen på två sätt, antingen via urankarbid (UC) eller via uranhydrid (UH3).

### Via urankarbid
Den vanligaste metoden att framställa UN är att reducera urandioxid (UO2) och i nästa steg bilda UN enligt följande:
3UO2 + 6C → 2UC + UO2 + 4CO (i argon, > 1450 °C mellan 10 och 20 timmar)
4UC + 2UO2  +3N2 → 6UN + 4CO

### Via uranhydrid
En alternativ framställningsmetod utgår från metalliskt uran. Uranhydrid bildas genom att hetta upp uranet till 280 °C i vätgas. Eftersom UH3 har betydligt lägre specifik volym än metallen kommer den att falla av till ett fint pulver samtidigt som mer metall exponeras för vätgasen. I nästa steg hettas uranhydriden upp till cirka 500 °C i kvävgas och bildar uranseskvinitrid (U2N3). I ett sista steg hettas U2N3 upp till minst 1150 °C i argon, vilket får överskottskväve att avges och bildar UN.
2U + 3H2 → 2UH3
4UH3 + 3N2 → 2U2N3 + 6H2
2U2N3 → 4UN + N2